# Инву
Инву́ (удм.  «Небесная влага») — эпитет верховного божества в традиционных верованиях удмуртов.
Слово Инву является эпитетом верховного божества, дарующего благоприятную для земледельческого труда погоду.
Значение имени Инву прозрачно — оно происходит от удмуртских слов ин «небо» и ву «влага, вода», и переводится как «Небесная влага».
В традиционных верованиях удмуртов существует так называемый «Напев поиска Инву» (удм. Инву утчан гур). Данная молитва исполнялась в торжественной обстановке в сопровождении игры на крезе. Она должна была призвать божью благодать, материализующуюся в виде дождя прошедшего в период или сразу после проведения моления.